# Erythroxylum monogynum
Erythroxylum monogynum är en tvåhjärtbladig växtart som beskrevs av William Roxburgh. Erythroxylum monogynum ingår i släktet Erythroxylum och familjen Erythroxylaceae. Inga underarter finns listade i Catalogue of Life.